# Palacete de Manoel Borba
O Palacete de Manoel Borba é um casarão histórico localizado na cidade do Recife, capital do estado brasileiro de Pernambuco. Atualmente, abriga uma agência do Banco do Brasil.

## História
O casarão de número 715 da Rua Benfica, no bairro da Madalena, foi moradia do governador de Pernambuco Manoel Borba. Depois, a edificação abrigou o tradicional Colégio Regina Pacis, dedicado a meninas de classes abastadas.